# Forsterrohrsänger
Der Forsterrohrsänger, früher Raiatea-Rohrsänger (Acrocephalus musae) ist ein nach Erkenntnisstand der IUCN ausgestorbener Singvogel aus der Gattung der  Rohrsänger (Acrocephalus) und der Familie der Rohrsängerartigen (Acrocephalidae).
Der Vogel war ursprünglich endemisch auf den Gesellschaftsinseln-Inseln, auf Raiatea und Huahine.
Ursprung und Bedeutung des Artepithetons sind nicht bekannt, sie wurde wohl vom Erstbeschreiber verwendet.
Früher wurde die Art als Unterart (Ssp.) des Langschnabel-Rohrsängers (Acrocephalus caffer) angesehen und als Acrocephalus caffer musae bezeichnet.

## Merkmale
Die Art war etwa 20 cm groß mit einem sehr langem Schnabel, die Oberseite war gelb mit bräunlich-oliven Flecken und blass cremefarbenen Federberandungen. Die Unterart garretti soll deutlich größer gewesen sein.
Gebrütet wurde nahezu ausschließlich in Bambusdickicht und Sekundärwald in Tälern und Abhängen bis 1700 m Höhe.
Die Nahrung bestand hauptsächlich aus Insekten, aber auch Flusskrebsen, Schnecken und Nektar.

## Geografische Variation
Es wurden folgende Unterarten anerkannt:
- A. m. musae (Forster, JR, 1844), Nominatform – Raiatea
- A. m. garretti Holyoak & Thibault, 1978 – Huahine

## Aussterben
Der Bestand gilt als seit den 1870er-Jahren ausgestorben (Extinct).
Als Ursache werden eingeschleppte Tiere wie Ratten, Hauskatzen vermutet.